# Myzomelor
Myzomelor (Myzomela) är det största fågelsläktet i familjen honungsfåglar inom ordningen tättingar. Släktet omfattar arter som förekommer från Små Sundaöarna till Mikronesien och Australien. Nedanstående lista med 41 arter följer AviList:
- Ambonmyzomela (M. blasii)
- Louisiadmyzomela (M. albigula)
- Rubinstrupig myzomela (M. eques)
- Askmyzomela (M. cineracea)
- Halmaheramyzomela (M. simplex)
- Rödryggig myzomela (M. rubrotincta)
- Biakmyzomela (M. rubrobrunnea)
- Brun myzomela (M. obscura)
- Röd myzomela (M. cruentata)
- Karminmyzomela (M. erythrina)
- Svart myzomela (M. nigrita)
- Newirelandmyzomela (M. pulchella)
- Alormyzomela (M. prawiradilagae) – nyligen beskriven art
- Wetarmyzomela (M. kuehni)
- Rödhuvad myzomela (M. erythrocephala)
- Sumbamyzomela (M. dammermani)
- Rotemyzomela (M. irianawidodoae) – nyligen beskriven art
- Bergmyzomela (M. adolphinae)
- Sulawesimyzomela (M. chloroptera)
- Bacanmyzomela (M. batjanensis)
- Taliabumyzomela (M. wahe) – nyligen beskriven art
- Wakolomyzomela (M. wakoloensis)
- Bandamyzomela (M. boiei)
- Nyakaledonienmyzomela (M. caledonica)
- Scharlakansmyzomela (M. sanguinolenta)
- Mikronesisk myzomela (M. rubratra)
- Kardinalmyzomela (M. cardinalis)
- Samoamyzomela (M. nigriventris)
- Rotumamyzomela (M. chermesina)
- Rödstrupig myzomela (M. sclateri)
- Amiralitetsmyzomela (M. pammelaena)
- Rödnackad myzomela (M. lafargei)
- Newgeorgiamyzomela (M. eichhorni)
- Malaitamyzomela (M. malaitae)
- Guadalcanalmyzomela (M. melanocephala)
- Makiramyzomela (M. tristrami)
- Fijimyzomela (M. jugularis)
- Svartbukig myzomela (M. erythromelas)
- Timormyzomela (M. vulnerata)
- Rödhalsad myzomela (M. rosenbergii)
- Goodenoughmyzomela (M. longirostris)